# 벌거숭이 특이점
일반 상대성 이론에서 벌거숭이 특이점(-特異點, 영어: naked singularity)은 사건 지평선으로 둘러싸이지 않은 특이점이다.
일반적으로 블랙홀의 특이점은 빛조차 빠져나갈 수 없는 공간에 둘러싸여있으며, 그 바깥쪽에 있는 관찰자가 특이점을 직접 관측할 수 없다. 즉, 특이점에 대한 정보를 외부에 전달하지 않으므로 사상의 지평선 바깥쪽은 특이점의 존재와 관계 없이 물리현상의 인과율을 논할 수 있다. 반면 벌거숭이 특이점에서는 물질의 밀도가 무한대가 되는 지점 또는 시공간의 곡률이 무한대가 되는 지점이 외부에서 관측될 수 있게 되는 것을 의미한다.
이러한 무한대의 밀도를 포함하는 특이점이 있다면, 일반 상대성 이론이 깨지기 때문에 이론적으로 인과관계를 예측할 수 없게 된다. 일반 상대성 이론에서 자신의 해로 특이점이 예측되는 것은 사실이지만, 벌거숭이 특이점이 존재하는지에 대한 여부는 오랫동안 이론적인 문제가 제기되고 있다. 로저 펜로즈는 이와 같은 벌거숭이 특이점은 자연발생되지 않을 것이라 예상하고 우주 검열 가설을 주장하며, 특이점은 반드시 사건의 지평선에 의해 숨겨진다는 의견을 내세웠다.
1992년에 어윈 샤피로와 토이콜스키에 의해 진술된 원반형 먼지의 붕괴 시뮬레이션에서, 붕괴된 축의 약간 벗어난 점에서 곡률이 무한대가 되었다. 이 시뮬레이션에서는 사상의 지평선이 없었기 때문에, 벌거숭이 특이점이 형성되었다고 여겨졌다. 이 결과는 우주 검열 가설이 깨진 경우라고 할 수 있다.
스티븐 호킹은 킵 손과 우주 검열 가설이 지켜지는지에 대해 내기를 했지만, 우주 검열 가설에 대한 부정적인 시뮬레이션 결과들을 접한지 몇 년 뒤, 패배를 인정했다. 그 후 물리적인 조건을 보다 엄격하게 하여 내기를 계속하고 있다.
현재에는 벌거숭이 특이점이 존재한다고 하더라도, 양자 중력 이론이 완성되면 문제가 해결될 것이라고 기대되고 있다.

## 참고 문헌
- Wald, Robert M. (1997). “Gravitational collapse and cosmic censorship” (영어). arXiv:gr-qc/9710068. Bibcode:1997gr.qc....10068W.
- Joshi, Pankaj S. (2010). “Spacetime singularities and cosmic censorship” (영어). arXiv:1010.2049. Bibcode:2010arXiv1010.2049J.

## 같이 보기
- 일반 상대성 이론
- 아인슈타인 방정식
- 블랙홀
- 우주 검열 가설